# Pyrophilie

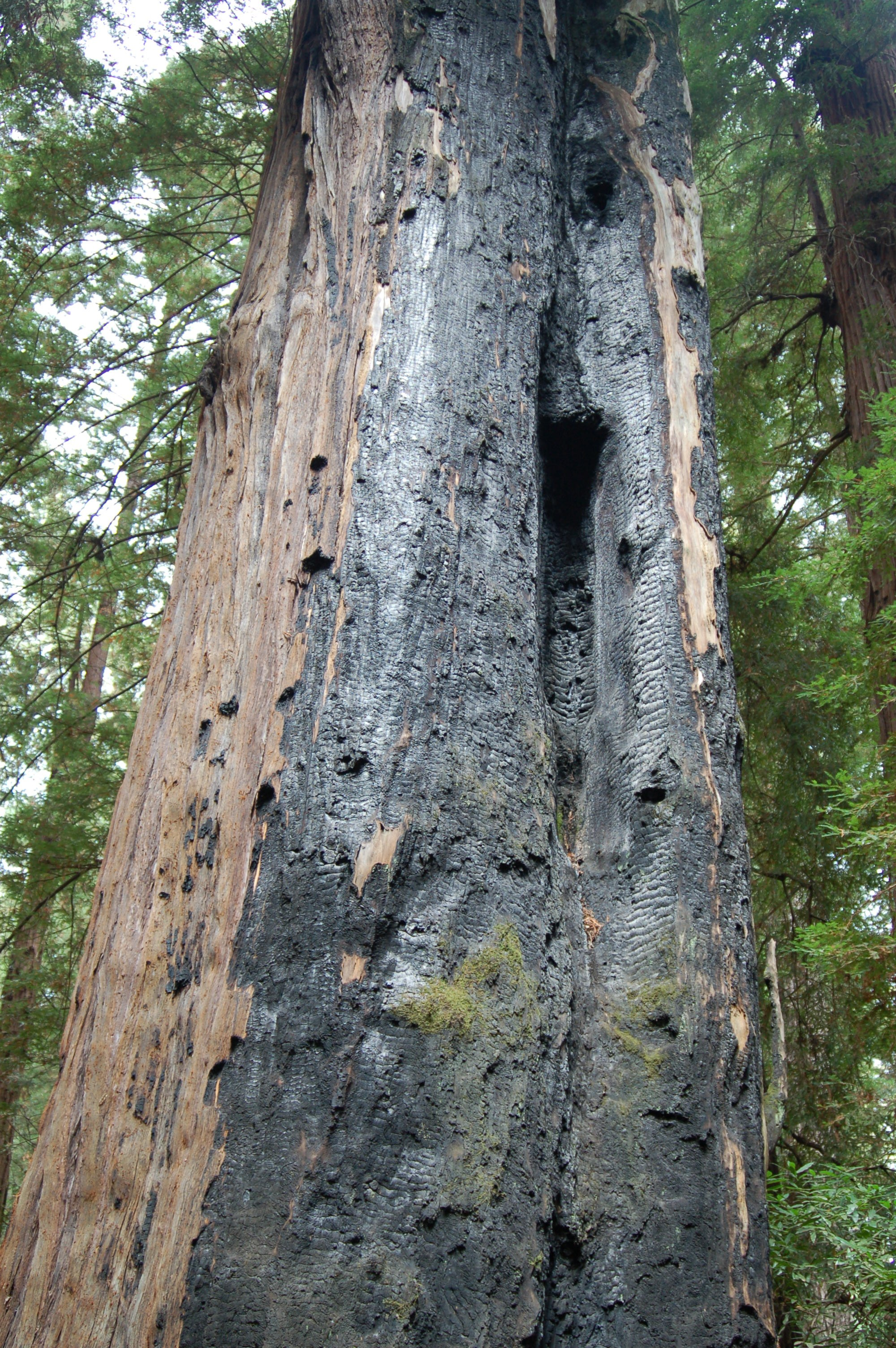
Sequoia sempervirens avec des traces d'un incendie vieux de plus de 100 ans.

Ne doit pas être confondu avec Pyrophilie (déviance).

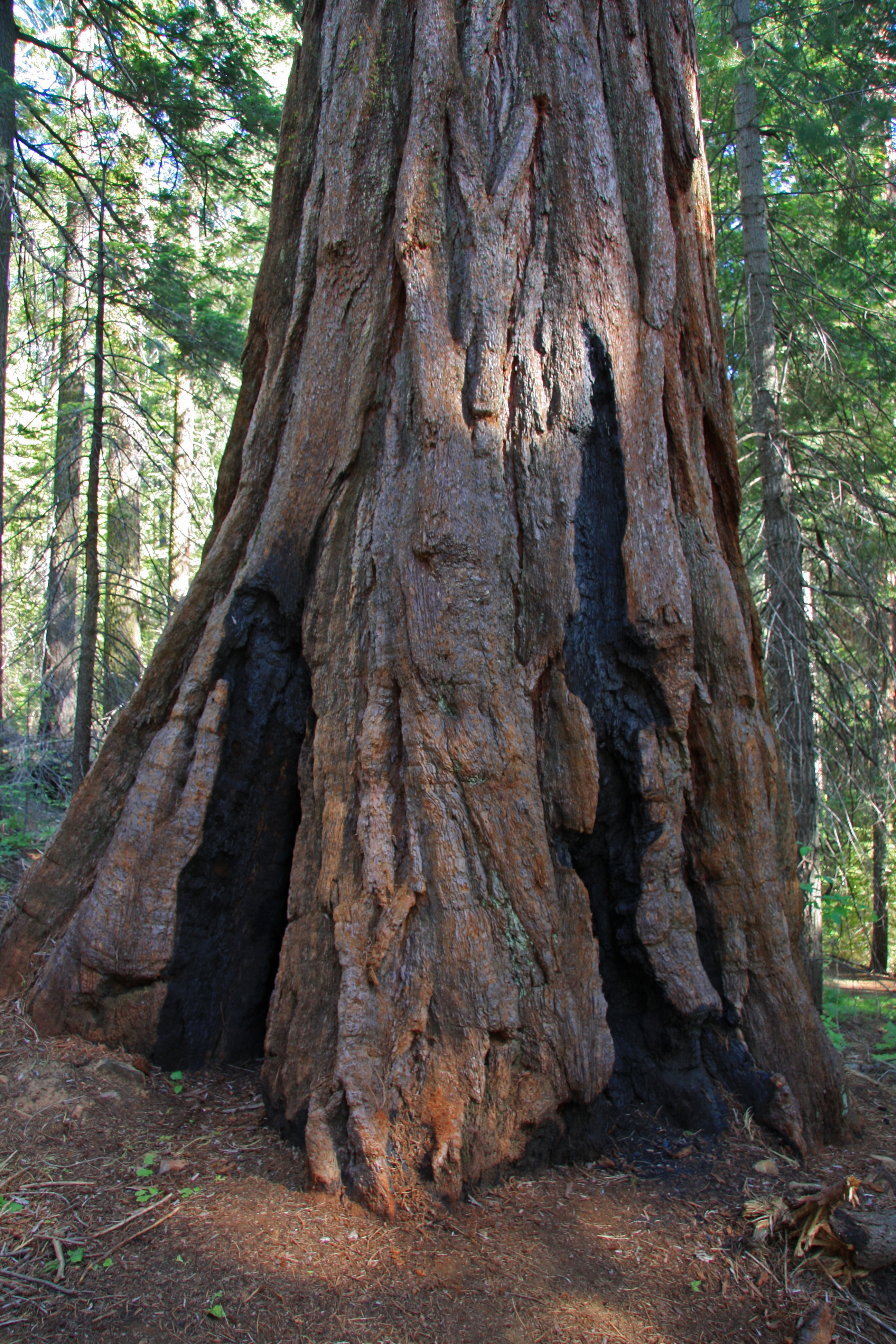
Le bourrelet de recouvrement ou cal cicatriciel noir se forme le plus souvent aval du tronc : lors d'un feu, cette zone de
turbulence induit un attachement de la flamme au tronc, une combustion plus intense et un temps de séjour plus long.

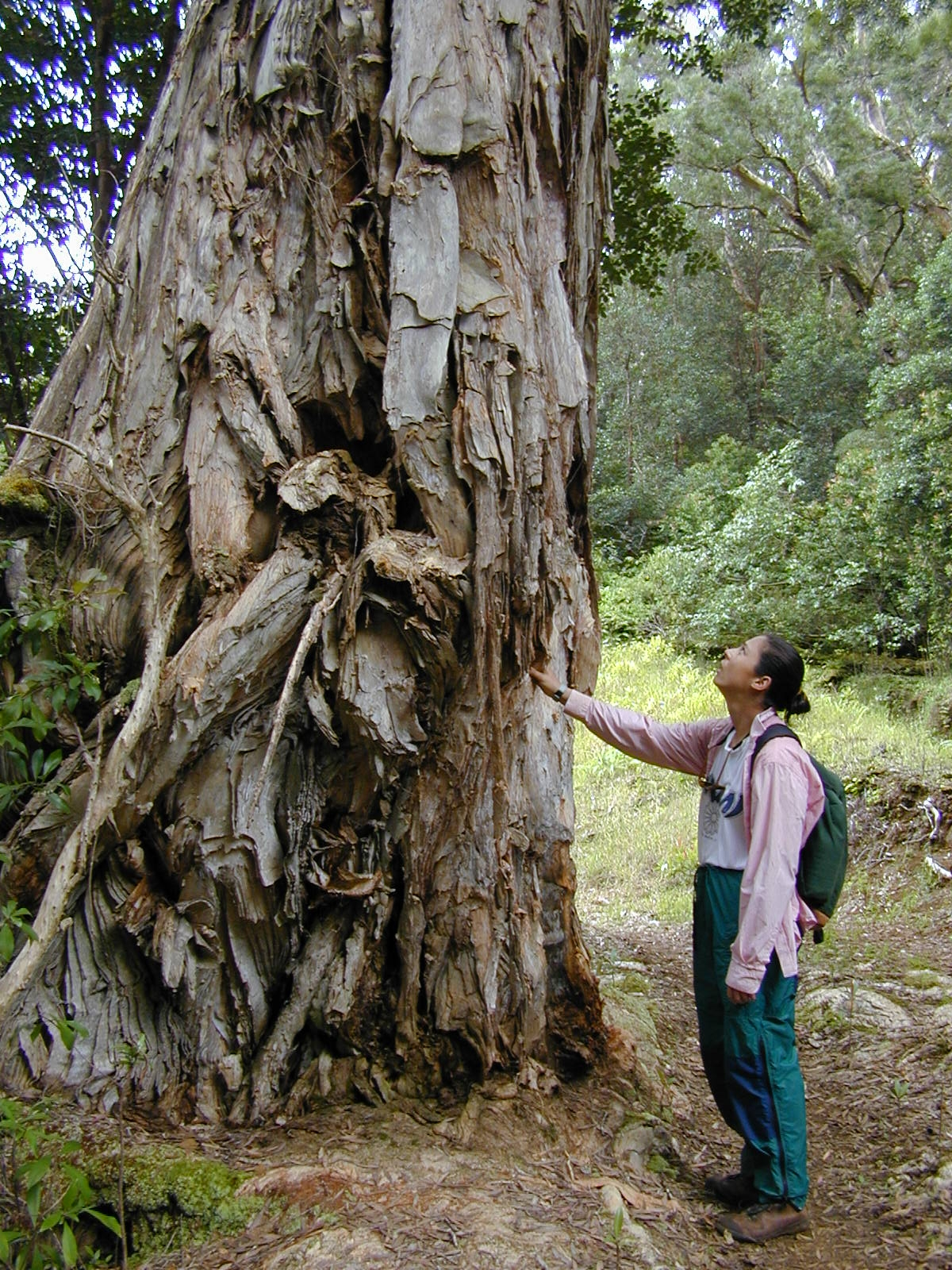
Melaleuca quinquenervia.

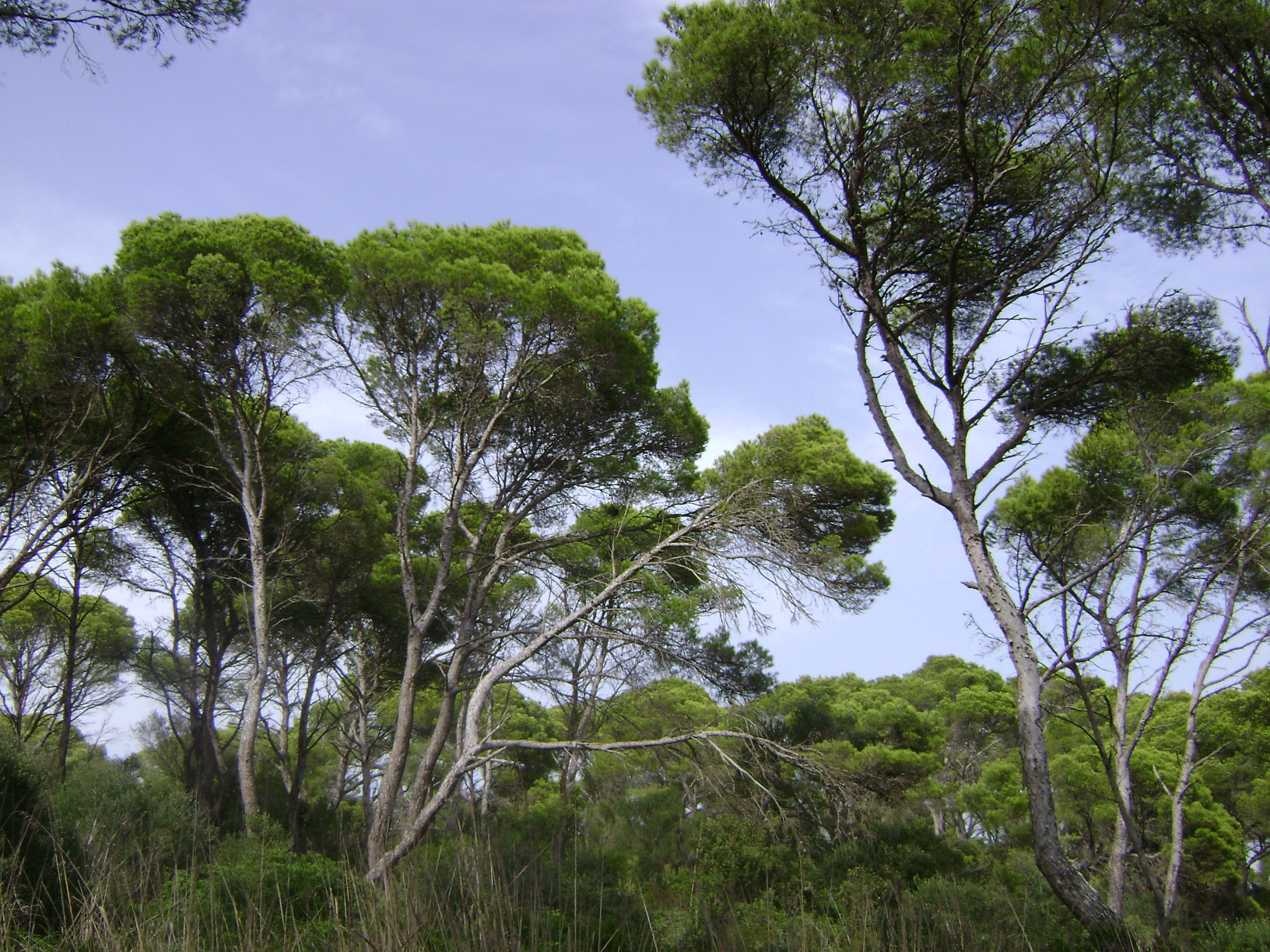
Spécimens âgés de pins d'Alep dans leur habitat naturel.

La pyrophilie (du grèc pyr signifiant 'feu' et philein 'aimer/supporter') est la propriété d'un organisme vivant qui tire bénéfice d'un feu. On parle alors d'organisme ou d'espèce pyrophile.
Un ou une pyrophyte (terme inventé par l'ingénieur agronome Kuhnholtz-Lordat) est une plante (phyton) pyrophile, dont la propagation, la multiplication ou la reproduction sont stimulés par le feu (pyr). Les écologues distinguent les pyrophytes passifs et actifs.
Le feu agit favorablement pour certaines espèces, souvent ligneuses, en raison d'écorces épaisses très subérifiées, ou parfois des plantes herbacées grâce à leurs tissus internes humides ou leurs formes de vie (géophytes, thérophytes, plantes cespiteuses).
En réalité, la plupart de ces pyrophytes sont de mauvaises compétitrices mais des espèces opportunistes capables d'envahir des terrains bouleversés en absence de compétiteurs agressifs. Le feu agit directement sur les biocénoses car il élimine en premier lieu la végétation arborée dont la croissance est la plus lente et modifie la compétition interspécifique dans les peuplements végétaux et entre ces derniers. L'incendie détruit les plantes plus sensibles ou moins bien protégées et contribue au développement des pyrophytes adaptées aux milieux ouverts. Ce n'est donc pas leur propre destruction que ces plantes favorisent, mais plus exactement leur régénération, et leur capacité d’occupation de ces milieux ouverts.

## Pyrophytes passifs
Les pyrophytes passifs résistent à l'effet du feu grâce à des mécanismes ou des particularités diverses telle que la présence d'une écorce épaisse (séquoias géants, séquoias toujours verts, chênes-lièges, niaouli qui s'étend dans les régions où les feux de brousse sont devenus un mode de défrichement), une mauvaise flammabilité (susceptibilité à prendre feu chez les tamarix, les Atriplex, les chênes caducifoliés ou les essences à bois très dur : if, buis) ou la présence d'organes souterrains de régénération ou de réserves (fougères aigles, divers géophytes).
Des plantes herbacées résistent quant à elle grâce à leurs tissus humides. Par exemple, la plante carnivore Dionée attrape-mouches qui pousse sur des sols pauvres en sels minéraux et pauvres en oxygène des marais acides ou les tourbières à sphaignes de Caroline du Sud. La plante pousse lentement et profite des incendies qui éliminent les plantes concurrentes et apportent ainsi des nutriments complémentaires.
La suppression des incendies menacerait l'espèce dans son milieu naturel.
Pour certaines espèces de pins comme le pin d'Alep (Pinus halepensis), le pin noir d'Autriche (Pinus nigra) et le pin tordu (Pinus contorta), les effets du feu sont antagonistes : modéré, il favorise l'éclatement des pignes, la dispersion des graines et le nettoyage des sous-bois. Intense, il détruit ces arbres résineux.
Autres pyrophytes :
- asphodèle blanc (Asphodelus albus).

## Pyrophytes actifs
Certains arbres ou plantes buissonnantes tels que les eucalyptus favorisent les départs de feu en produisant des vapeurs inflammables. Leur croissance végétative stimulée par le feu et leur meilleure résistance à ce facteur biotique ou abiotique, empêche les autres espèces d'envahir leur habitat. Ce sont les pyrophytes actifs.
La vapeur provoquée par l'eucalyptus en fait un pyrophyte actif. Les feuilles de l'arbre, en tombant, forment un épais tapis inflammable, les bandes sous son écorce facilitent le chemin du feu jusqu’à la couronne de l’arbre, l’huile combustible contenue dans son tronc et la canopée clairsemée permet de laisser passer le vent pour transmettre le feu d’un arbre à l’autre et projeter des braises le plus loin possible.

## Espèces pyrophiles

### Plantes
D'autres plantes qui ont besoin de feu pour leur reproduction sont appelées pyrophiles.
Le passage du feu, soit à cause de l'augmentation de la température, soit par l'action des fumées dégagées, est nécessaire pour lever la dormance des graines de plantes pyrophiles telles que les cistes ou la Byblis, plante carnivore passive australienne.
En Australie, c'est notamment le cas de Macropidia (en), de Nuytsia fluribunda, de Hakea platysperma (en), et de plusieurs espèces des genres Xanthorrhoea et Banksia.
Imperata cylindrica est une herbe de Papouasie-Nouvelle-Guinée. Même verte, elle s'enflamme facilement et provoque des feux sur les collines.

### Champignons
Des champignons sont dits carbonicoles (croissance sur les débris carbonisés, charbonnières et bois mort). On peut citer, en France métropolitaine : Geopyxis carbonaria (en), Ascobolus carbonarius (en), Peziza petersii (en) ou Pyronema omphalodes (es).

### Insectes
Quelques espèces d’insectes dites saproxyliques ou saproxylophages sont pyrophiles (comme Melanophila cuspidata (pt) et Melanophila acuminata (en)). Ces espèces ont besoin du feu à un moment donné de leur cycle de vie (afin de se nourrir de bois mort brûlé ou de pondre dans celui-ci). Elles sont attirées par la fumée (comme Cerambycidae) ou par le chaleur des incendies (comme Buprestidae) notamment grâce à un organe sensoriel sensible aux rayons infrarouges qui leur permettent de repérer des zones de feu à plusieurs kilomètres de distance (comme Melanophila). Les insectes pyrophiles ont un rôle important dans la résilience écologique et la régénération naturelle mais sont menacés de disparition dans certaines zones forestières  en raison des contrôles de feu de forêts (en Europe notamment), tandis qu'ils pullulent dans les zones forestières non-contrôlées.